# Det Juridiske Fakultet (Beograds Universitet)
Det Juridiske Fakultet er et fakultet ved Beograd Universitet. Undervisnings- og administrationsbygningerne er beliggende i Beograds indre by.
Det blev etableret i 1808 og er dermed Serbiens ældste juridiske fakultet.